# Aderus marginatus
Aderus marginatus é uma espécie de inseto besouro da família Aderidae. Foi descrita cientificamente por Maurice Pic em 1940.

## Distribuição geográfica
Habita na Tanzânia.